# Müpa Budapest
Müpa Budapest (Palais des Arts, en hongrois: Müpa – Művészetek Palotája) est un musée situé dans le 9e arrondissement de Budapest. Il a pour vocation de valoriser une approche transdisciplinaire des Arts, mêlant musique, arts visuels et arts du spectacle.